# وادي الصنب
تشق طبقات الجبل الأخضر شمال شرق ليبيا العديد من الأودية التي سكنها ولجأ لها الناس منذ القدم، و حفروا في أجرافها مساكنا ومقابرا ودورا للعبادة، و أنشؤوا فيها سدودا لحجز المياه؛ وآخر لحفظ التربة.
البعض من هذه الأودية لا تحتوي على ينابيع للمياه أو أي مصدر دائم يكفي حاجتهم، فاضطروا لحفر الآبار في الأراضي الصخرية، وشق القنوات لتجميع مياه الأمطار، وذلك للحصول على حاجتهم منها في الزراعة والشرب.
أنشأ سكان تلك الأودية مستعمرات زراعية، حيث حوت على مرافق متكاملة، بعضها محفور في الصخر، والبعض الآخر تم بناؤه في جزء من المساحات القليلة المتوفرة في تضاريس تلك الأودية الوعرة.
من بين تلك الأودية التي سكنها الناس في العصور القديمة، واد تميز باتساعه واحتوائه على مساحات منبسطة؛ وأجراف قليلة الإنحدار، مكنت سكانه من حفر الكهوف والآبار وشق قنوات المياه، بل وإنشاء حمامات عمومية، دل شكلها المعماري على الرفاهية التي تمتع بها السكان في القرن الرابع للميلاد يعرف بوادي الصنب.

## موقع الوادي
يقع وادي الصنب جنوب غرب مدينة البيضاء و يبعد عنها عنها حوالي عشرون كيلومترا بالقرب من بلدة عمر المختار .
يبلغ طول الوادي من الجهة الجنوبية حوالي ثمانية كيلومترات و يتقاطع مع واد ي الكوف , ثم يمتد شمالا إلى الساحل و يسمى الجزء الشمالي منه بوادي جرجارأمه .

## إكتشاف أثار الوادي[1]
في صيف عام ألف و تسعمائة و سبعين (1970 ) إتصل الشرطي محمد الطيب بمراقب أثار مدينة شحات أبريك عطية , و اعلمه بأنه كان يرى في أحد الأودية تمثالا من الرخام و بعض الأثار القديمة و هو في طريقه لزيارة أسرته.
إنتقل مراقب أثار مدينة شحات صحبة الشرطي إلى ذلك الوادي و أكتشفت علميا وأثريا و لأول مرة أثار وادي الصنب .

## تسمية الوادي
يعرف الوادي بأسم وادي الصنب نسبة إلى وجود الكثير من الحجارة الضخمة في مجرى الوادي تساقطت من أعلى أجرافه بسبب العوامل الطبيعية و السيول , و تسمى هذه الحجارة الطولية في اللهجة المحلية لأهل المنطقة بالصنب .

## طبيعة الوادي
الوادي كغيره من أودية الجبل الأخضر يحتوي على غطاء نباتي من الأشجار و الشجيرات , أكثر أنواع الأشجار التي تنمو به  شجرة العرعر والخروب والقطلب الذي يعرف محليا بالشماري و شجيرات البطوم , كما توجد به أشجار الزيتون البرية و التي زرعت منذ قرون و ظلت تنمو بصورة طبيعية دون عناية أو رعاية  .
يتميز الوادي بوجود مساحات للزراعة و تربة خصبة و وفرة المياه في موسم الأمطار في مجرى الوادي .

## تاريخ الوادي
يشير بعض العلماء الذين درسوا المكان بعد إكتشاف أثاره , إلى أن الوادي أزدهر في العهد البيزنطي منتصف القرن الرابع ميلادي , و نشأ فيه مجتمع زراعي في تلك الفترة .
وكانت بداية سكن الوادي كانت في ظروف قاسية كما تظهر الأثار الموجودة به , فمن الواضح أن السكان أستخدموا الأخبات في توسيع الكهوف و تكييفها للإقامة بطريقة عاجلة لم تترك حيزا للفن الذي تميزت به الإنشات المعمارية البيزنطية .
يرجح العلماء إلى أن سبب نزوح السكان إلى الوادي هو زلزال جزيرة كريت الذي حدث عام 365 ميلادي , , الذي هز منطقة شرق البحر الابيض المتوسط و المناطق الساحلية في ليبيا .
في الحادي و العشرين من يوليو عام ثلاثمائة و خمس و ستون ميلاديا , وقبل شروق الشمس بقليل ضرب زلزال عظيم البحر بالقرب من جزيرة كريت جنوب اليونان , قدر العلماء اليوم قوته بثمانية فاصلة ثلاثة  من عشرة ( 8,3 ) على سلم مقياس ريختر , وعرف ذلك اليوم في التاريخ بيوم الرعب .
تسبب هذا الزلزال الذي يعد الأقوى في التاريخ بمنطقة البحر الأبيض المتوسط في تدمير كامل مباني جزيرة كريت و أحدث دمارا واسعا في وسط و جنوب اليونان , كما أثر على بعض المناطق في ليبيا و أدى إلى أنهيار المباني و تصدعها بالمدن الساحلية شمال شرق ليبيا .
و لم يتوقف تأثير الكارثة عند هذا الحد , حيث أنطلقت لاحقا من مركز الزلزال موجات مد بحري هائلة , و تسونامي مدمر , تسبب في غرق المناطق الساحلية شرق المتوسط .
تحدثت مصادر تاريخية عن تسبب أمواج هذا المد البحري في إلقاء السفن من البحر مسافة ثلاث كيلومترات داخل اليابسة , و تشير الإحصأت التاريخية إلى مقتل عشرات الألاف .
هذا الزلزال و ماأعقبه من كوراث و هزات  , دفع سكان المناطق الساحلية في الجبل الأخضر للجوء إلى مناطق أكثر امانا بالمرتفعات و الأودية الداخلية .
يبدو أن الإستيطان في وادي الصنب بدء بعد تاريخ تلك الكارثة , و زاد النشاط السكاني في قرن الخامس ميلادي تحديدا بعد وقوع هزة أخرى عنيفة , يرجح العلماء أنها إحدى توابع زلزال عام ثلاثمائمة و خمس وستون ميلادي , كما أن ظروف الجفاف و القحط التي مر بها قورينا في النصف الأول من القرن السادس ميلادي أدت إلى نقص الأراضي الزراعية التي أنحصرت فيأودية معدودة , كان وادي الصنب من بينها , مما أضطر السكان إلى النزوح إليها , و عرف الوادي إزداهارا في القرن السادس الذي دلت عليه الحمامات المبنية فيه , و هي الإنشأت الوحيدة التي بنيت و زينت و لم تنحت كبقية المرافق و المساكن في الصخور .
و يرجح العلماء أن الحياة في الوادي أستمرت إلى وصول الفتح العربي في القرن السابع ميلادي .

## أثار الوادي[3]
توجد في وادي الصنب أثار تدل على أن أهله إشتغلوا بالزراعة , فبالإضافة إلى النقوش التي تمثل المحاريث توجد معاصر للزيتون والعنب .
كما أن أرضيات بعض الكهوف مليئة بالحفر التي أستخدمت فيها الرحى لطحن الحبوب و عصر الزيتون .
هناك أثنتان من المعاصر في حالة جيدة , إحدهما في داخل الكهف المجاور لكهف الفليغ , و هي موجودة في حجرة متوازية الإضلاع , يدخل أليها الضوء من الباب و من نافذة شبه مستديرة في أعلى الحائط الغربي.
هذه المعصرة لازلت كاملة بمعداتها لعالجة الزيتون و كبس عجينة الفيتورة لإستخراج الزيت و تنقيته .
و يرجح العلماء الذين درسوا المكان ونشروا دراساتهم في مجلة ليبيا القديمة  أن هذه المعصرة أستخدمت للأغراض المنزلية , فقد عثروا على بقايا فخار من النوع الذي يستخدم في المطابخ , و هذا يدل على أنها لم تستخدم للأغراض التجارية ولتصدير الزيت .
وضع المعصرة و أسلوب تصميمها يدل على تقدم في فهم أصول إستخراج زيت الزيتون , فهي مواجهة ناحية الجنوب بحيث تصل أليها
أشعة الشمس عبر الباب فتبعث الدفء في المكان . و هذا مايتوافق مع الرأي القائل أنه لكما زادت الحرارة , زادت كمية الزيت المستخرج من المعصرة .
المعصرة الثانية موجودة بالعراء بجوار كهف كبير يسمى كهف الخزين , و لا أثر حولها لأي حائط أنما مصطبة حجرية معدة و مصقولة و مربعة الشكل , تبلغ أبعادها أثنان و نصف متر للعرض و مثلها للطول .
يعتقد أن هناك خزان مستدير به ثقوب , كان موضوعا على هذه المصطبة يوضع فيه عجين الزيتون بعد هرسه وعجنه بالرحى , ثم يتم كبسه حتى ينسال الزيت من تلك الثقوب إلى قنوات فخارية تؤدي إلى صهريج ثاني تتم فيه عملية التنقية وفصل الماء عن الزيت .
أن الفوارق بين معاصر الزيتون والعنب  تكاد تكون معدومة فالجائز أن تكون هذه المعصرة للعصر العنب و إنتاج النبيذ .
لم تكن زراعة الزيتون و العنب الزراعة الوحيدة التي مارسها سكان الوادي , و ذلك أن تربة الوادي تنقسم إلى نوعان , تراب أحمر يتشرب مياه الأمطار و يظل رطبا لفترة , و أرض حجرية صلدة .
و تبعا لذلك كانت الزراعة في وادي الصنب نوعان , نوع يتطلب السقي و الإعتناء , ونوع يتحمل الجفاف مثل زراعة الزيتون و العنب .
كانت مساكن أهل وادي الصنب , تتركز عند كهف الفليغ , أغلبها كهوف منحوتة في الصخر , بعضها كانت مقابر تم تحويلها إلى منازل و البعض الأخر عبارة عن مغارات طبيعية  .
هناك سبعة كهوف كانت مقابر قديمة ثم أستخدمت في السكن لاحقا , لازلت بها فجوات الدفن التي أضحت مستودعات للسوائل و الحبوب , كما أستغل بعضها في المكونات الإنشائية للمعاصر كأحواض لتنقية و تنظيف الزيتون  .
كانت أبواب هذه المقابر ضيقة فوسعت و فتحت بها نوافذ , كما أزيلت بعض حوائطها بطريقة عشوائية , تدل على إضطرار السكان لسرعة تجهيزها كمساكن .

## كهف الفليغ
النوع الثاني من مساكن الوادي فيتمثل في الكهف الكبير أو مايعرف أيضا بأسم كهف الفليغ , و هو عبارة عن غار طبيعي , عرضه تسع وعشرون مترا , و طوله تسعة أمتار .
للكهف مدخل منقسم من المنتصف بواسطة عمود طبيعي من الصخر .

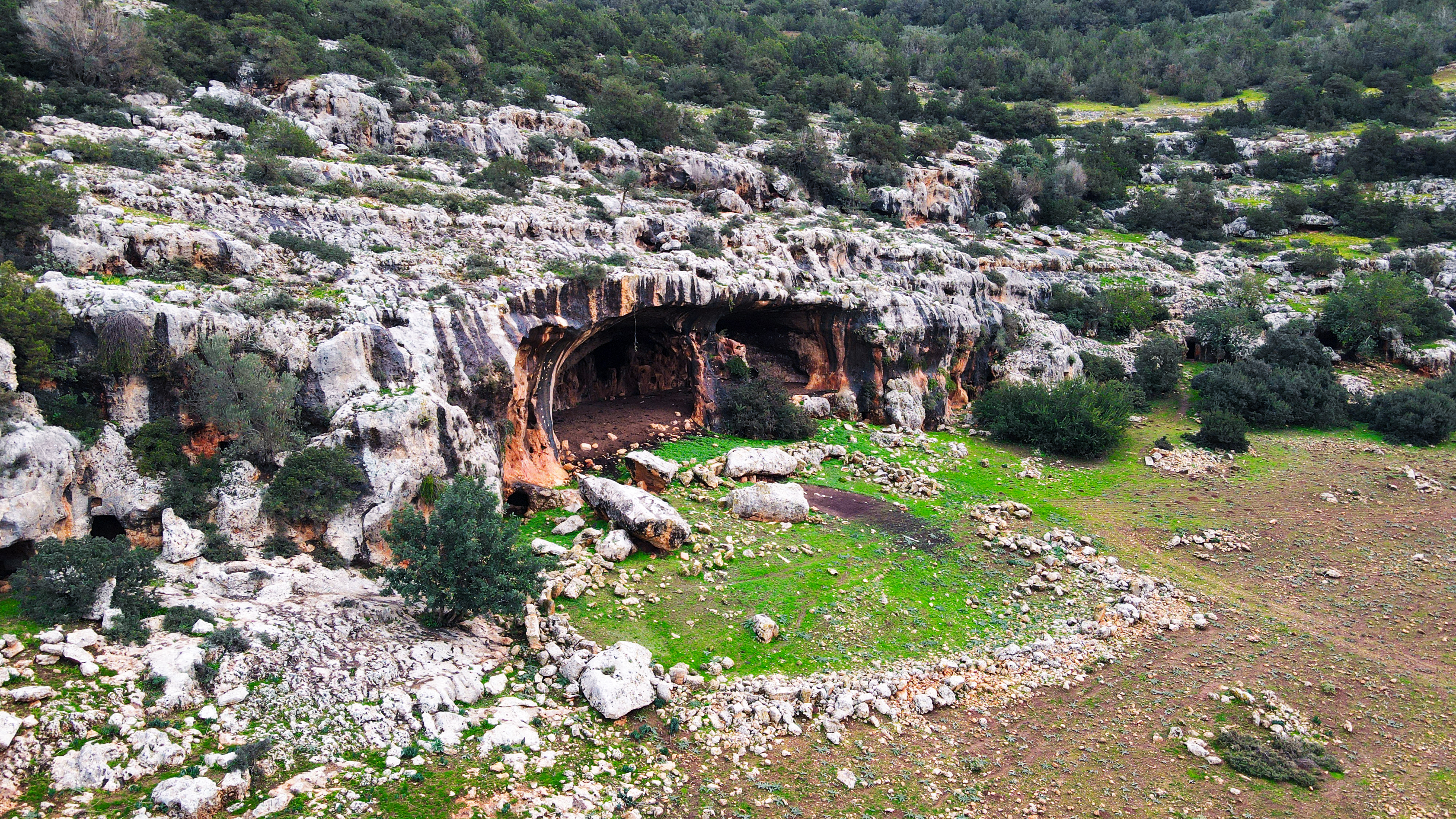
كهف الفليغ

تشير الدلائل الموجودة فيه إلى أنه أستغل في السكن , وبه حجرات يمكن الدخول إليها عبر فتحة تشبه الباب في الجدار الداخلي للكهف .
لاتتوفر مصادر تاريخية أو تراثية عن سر تسمية الكهف بكهف الفليغ , ولكن يرجح أن أصل التسمية يرجع إلى كلمة الفليق في اللغة العربية , والتي من معانيها نصف الشئ كالنواة ,فالعمود الصخري الموجود في منتصف المدخل يظهر و كأنه يفلقه إلى مدخلين متاشبهين تقريبا .
الكهف مكون من الداخل من باحة واسعة , يوجد في ركنها الشرقي باب منخفض يؤدي إلى غرفة صغيرة ربما أستخدمت كمخزن , و يوجد في ركنه الغربي تجويف طبيعي , شكلت مياه الرشح على جدرانه تشكيلات كلسية متنوعة .

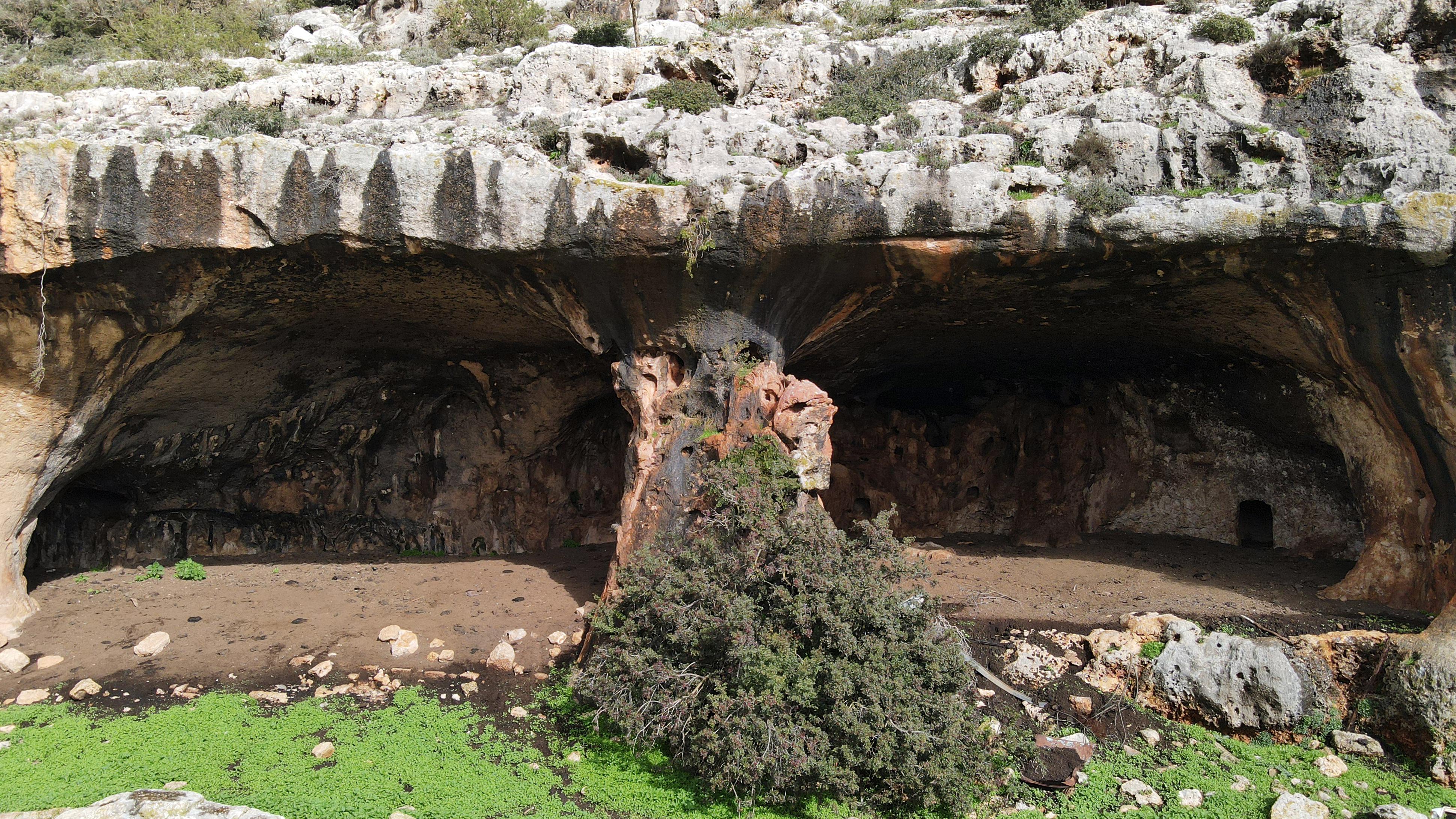
مدخل كهف الفليغ في وادي الصنب,الجبل الأخضر,ليبيا

كما توجد بالباحة المواجهة للمدخل بعض التجاويف المنحوتة على الجدار الداخلي ,و تدل معالم هذه الفتحات على انها نحتت من قبل ساكني الكهف الذين اتخذوه مقرا لسكنهم في فترات تاريخية متعددة , ترجع في بداياتها إلى الليبيين القدماء و أستمرت في العصر الروماني و حتى إزداهر الحياة في الوادي  في العهد البيزنطي , و أتخذت بعض العائلات الليبية الكهف مسكنا في العصر الحديث و حتى فترة زمنية قريبة .
مايميز كهف الفليغ وجود حائط طبيعي يقسم الكهف إلى قسمين , قسم مكون من الباحة الخارجية , و قسم داخلي به حجرتين ترتفع إحدهما عن مستوى أرضية الكهف بأقل من مترين ,و يمكن الوصول إلى هذه الغرفة من خلال الغرفة الأخرى و الصعود إليها بواسطة منحدر حجري طبيعي يشبه الدرج .
أما الحجرة السفلية واسعة تشكلت بإحدى زاوياها صواعد كلسية  , ناجمة عن رشح المياه من سقف الكهف .
يستخدم الكهف الأن كحظيرة مؤقتة للماشية في موسم الرعي و تسمى هذه الحظيرة محليا بالمراح , و يغطي السخام الأسود أغلب جدران الكهف و يرجع ذلك إلى حرق روث الماشية و مخلفاتها للتخلص منها قبل موسم الرعي , إضافة إلى السخام الناتج عن مواقد الطهي و التدفئة .
في الجانب الداخلي لعمود المدخل تظهر بوضوح قناة منحوتة في الحجر من أعلى لأسفل تستخدم لتصريف مياه الرشح , يرجح أنها تؤدي إلى صهريج خارجي لحفظ الماء .

## الحمامات

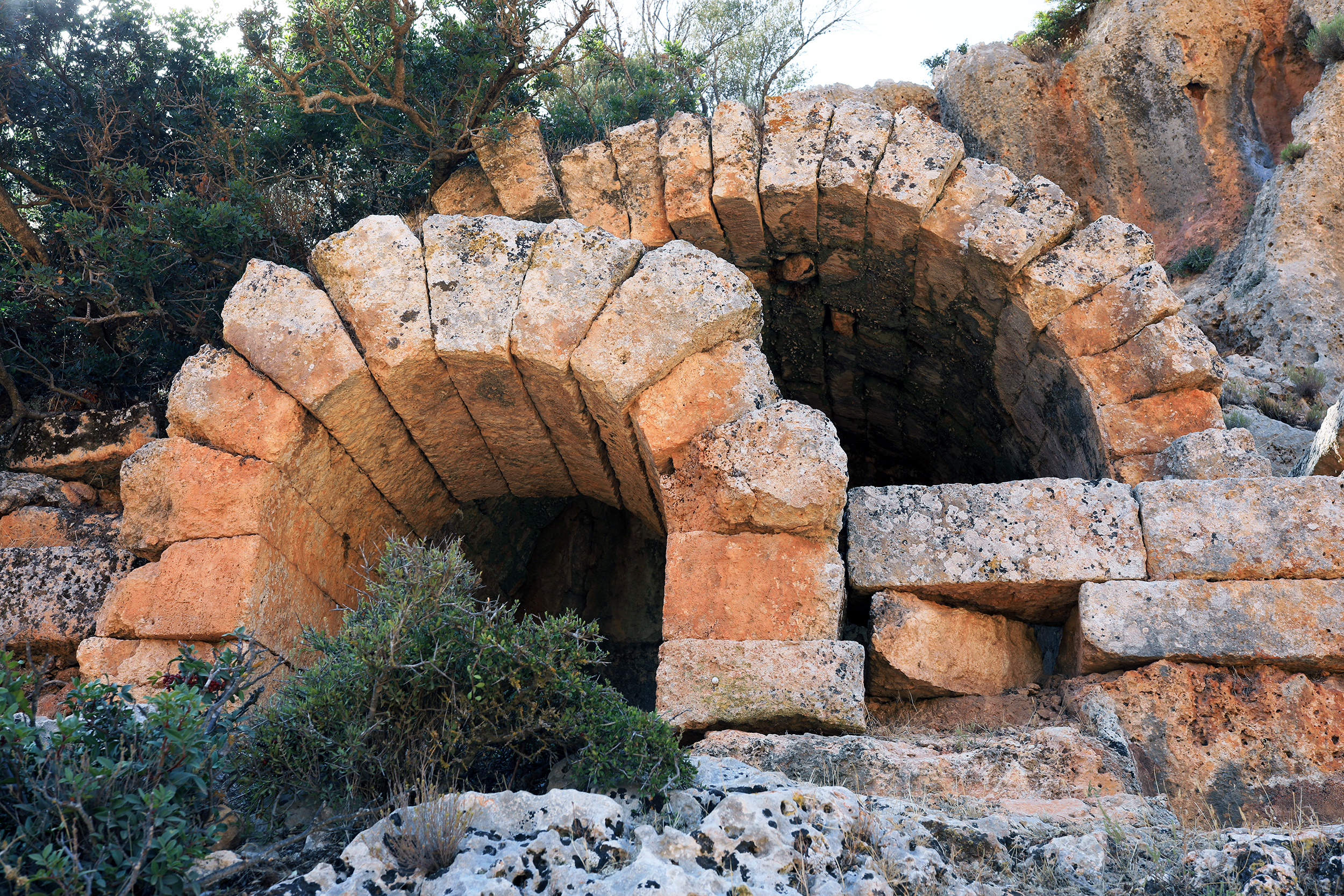
حمامات أثرية من القرن الخامس ميلادي في وادي الصنب ,الجبل الأخضر,ليبيا

مايميز الأثار الموجودة بالقرب من الكهف الكبير , مجمع حمامات أثري و هذه الحمامات هي المكان الوحيد في الوادي الذي أستخدمت فيه الحجارة بطريقة تدل على فن معماري متقدم .
تشغل الحمامات مساحة قدرها ثمانمائة و خمسون مترا مربعا , و يبلغ عرض واجهتها المطلة على الوادي أربع وثلاثون مترا .
يشمل مجمع الحمامات كهفا كبيرا يعرف بأسم كهف الخزين , و بعض الحجرات المضافة إليه  على صفين , الصف الأول تتصل فيه الغرف بواسطة أبواب و بها حوائط مبنية , و الصف الأخر يقع داخل الكهف نفسه .
يوجد أمام مجمع الحمامات فناء واسع به صهريج تتجمع فيه مياه الأمطار التي تنحدر عبر قنوات صخرية من أعلى جرف الوادي .
الحمامات عبارة عن حجرات مبنية من الحجارة المصقولة في صف واحد و متصلة ببعضها , أرضية هذه الحجرات مكسوة بالفخار , حتى لاتتشرب الماء او تفقد حرارتها .
يمكن الدخول إلى الحمامات من باب يؤدي إلى غرفة صغيرة تستخدم لخلع الملابس , و تؤدي هذه الغرفة إلى غرفة أخرى تعرف بالغرفة الباردة وهي قاعة حمام بارد أي لا يتم تسخينها، و تزود بالماء البارد من الصهريج الخارجي مباشرة .
ثم تأتي الغرفة الدافئة و هي شبه مردومة الأن , و بها أثار لأنابيب إسطوانية من الخزف , تقوم بإيصال البخار الساخن للأرضية و الجدران المغلفة بالفخار , و تستخدم هذه الغرفة للإسترخاء .
على جانب الغرفة الدافئة باب منخفض يؤدي إلى الغرفة الساخنة التي تحتوي على أحواض و زينت جدرانها بالزخارف الملونة باللونين الأحمر و الأخضر .
تتم عملية تسخين الغرفة بواسطة أنابيب خزفية تمر تحت أرضيتها و داخل جدرانها , و تسحن المياه في غرفة مستقلة تعرف بغرفة الفرن , و لغرفة الفرن باب خارجي , جزء منها منحوت في الصخر , و جرت العادة على تسخين المياه في مثل هذه الأحواض الصخرية بقذف شظايا الصخر الملتهب في الماء .
الأسلوب المعماري لهذه الحمامات شبيه بإسلوب إنشاء حمامات أرتيميس في قورينا القريبة التي أنشئت و جددت بعد زلزال عام ثلاثمائة و خمس و ستون ميلادي , و تكمن اوجه الشبه في إنشاء الغرف على صفين متوازيين و الأحواض المنحوتة في الصخر , و الأرضية المخلخة لتمرير انابيب البخار تحتها , بالإضافة إلى إتصال الحجرات ببعضها بواسطة أبواب صغيرة , و تغطية الجدران و صنع المداخن من الفخار .
و هذا ماجعل العلماء يرجعون تاريخ إنشاء هذه الحمامات إلى فترة مابعد زلزال كريت بوقت كاف أستتب فيه النظام و الإستقرار مطلع لاقرن الخامس ميلادي .
و بعد إنتهاء موجة الحماس للحمامات العامة هجرت و إستخدمت للسكن و التخزين , و هذا ماتظهره بعض الحفر في أرضيتها لوضع المعاصر و أحواض الزيت .

## كهف الخزعلية
على بعد حوالي كيلومتران من منطقة كهف الفليغ , في إتجاه وادي الكوف يوجد كهف منحوت في الصخر على المنحدر الغربي للوادي , يعرف بأسم ( كهف الخزعلية ) .

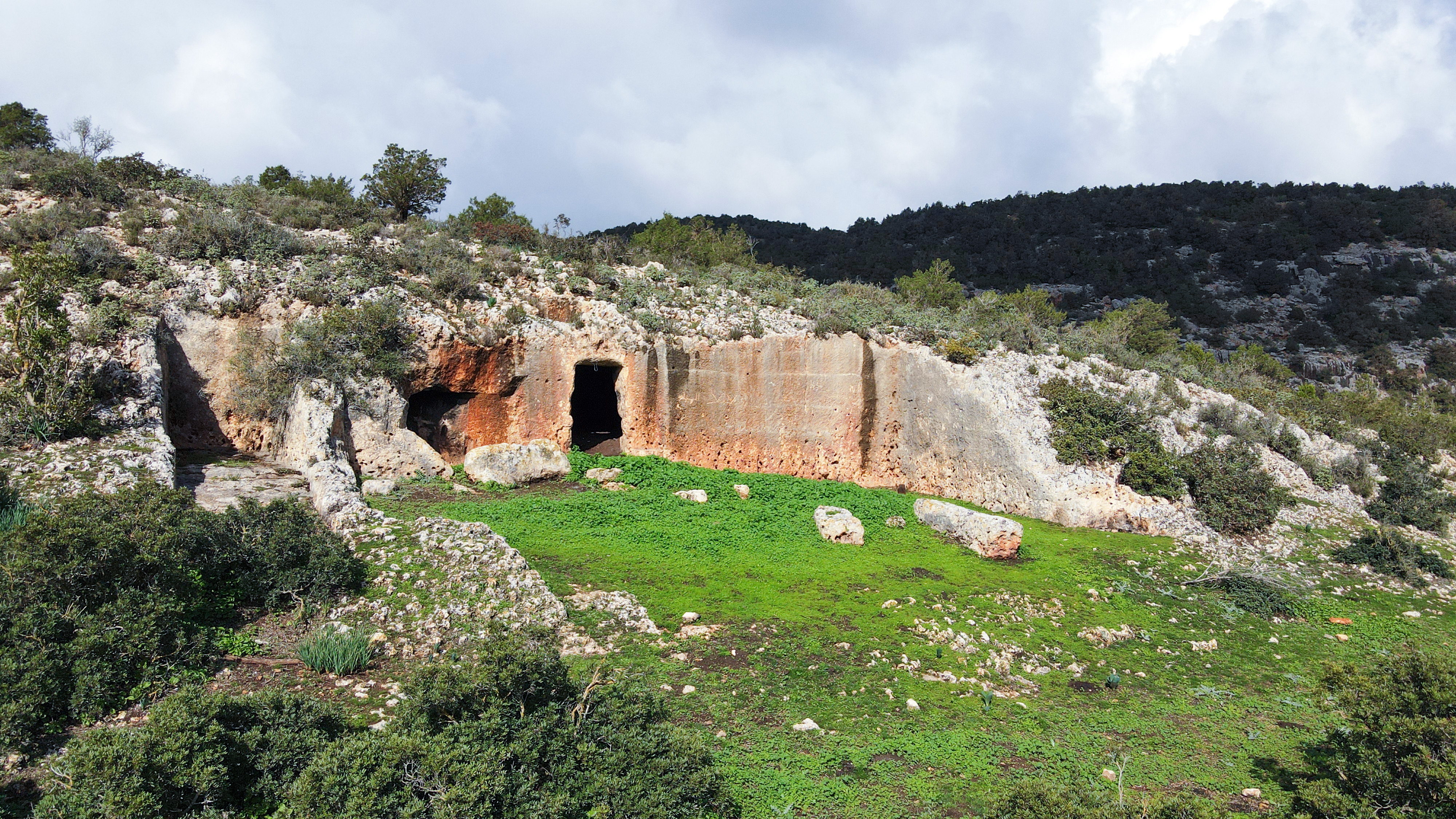
كهف الخزعلية

الكهف عبارة عن مغارة منحوتة تحيط بها منطقة رسمت حدودها بسور من الحجارة المصقولة , و يطلق على الكهف و المنطقة المحيطة به أسم مكدس المحاريث .
يرجح العلماء أن اهل الوادي من الليبيين القدماء أتخذوا هذا الكهف معبدا لممارسة شعائرهم الدينية , و أتخذ لاحقا في العصر الهلنستي  مقرا للعبادة بعد توسعته و تحويره .
الفترة الهلنستية سادت فيها الثقافة اليونانية و بدأت بعد وفاة الأسكندر الأكبر عام ثلاثمائة و ثلاث و عشرون قبل الميلاد ( 323 ق.م ) , و أستمرت حوالي مائتا عام في اليونان , إلا أنها في الشرق الأوسط وليبيا ظلت سائدة لأكثر من ثلاثمائة عام , و تأثر الليبييون القدماء بالثقافة اليونانية في هذه الفترة .
عثر في الوادي عام ألف و تسعمائة و سبعون ميلادي على تمثال لهرقل في وضع الراحة , يرجح تاريخه إلى القرن الأول ميلادي و هذا ماجعل العلماء يعتقدون أن العبادة التي مورست في الكهف من النوع الهلنستي الليبي .
المنطقة الخارجية للكهف عبارة عن فناء مصقول به أثار كهف صغير في الركن الجنوبي الشرقي , و كهف كبير في الركن الجنوبي .
و يحيط بواجهة الفناء المطلة على الوادي سور منخفض على مستوى الأرضية  من الحجارة المصقولة , لدعم تربة الفناء و رسم حدود حرم الكهف .
الكهف الصغير بلي من القدم حتى بقت القليل من أثاره و معالمه , نحتت على حائطه الغربي نقوش لمحاريث بدائية .
نحتت المحاريث على هيئة الهلال المطول , يعلوه ذراع القيادة و الدفة والعربة .
أما الكهف الجنوبي هو عبارة عن نحت كبير و مستطيل في صخر الجرف , اندثر حائطه الشمالي قليلا و زال سقفه بفعل القدم والعوامل الطبيعية .
و مايميز هذا الكهف أنه شبيه إلى حد كبير بكهف تسخين المياه في الحمامات البزنطية المبنية في منطقة كهف الفليغ .
كهف الخزعلية من الداخل عبارة عن قاعة للعبادة مكونة من حجرة واسعة غير مستوية الجدران و منحوت بالكامل في الصخر و لازلت تظهر على بعض جدرانه أثار أزاميل النحت .

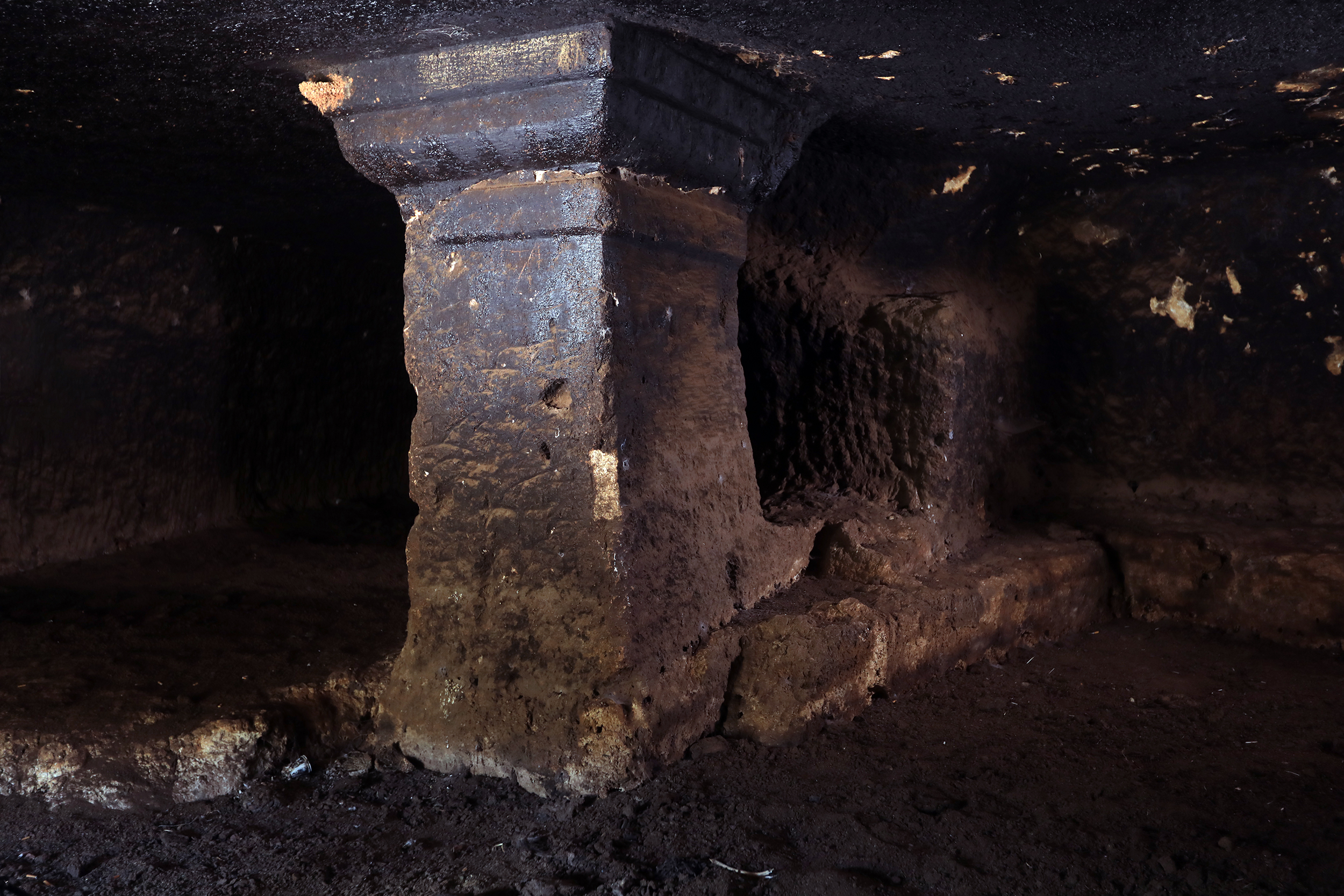
عمود منحوت على الطراز الدوري داخل كهف الخزعلية

توجد في الجزء الجنوبي من الكهف فجوتان كبيرتان يفصلهما عمود منحوت على الطراز الدوري مشغول من ثلاث جهات .
يشبه هذا العمود , عامودا أخر في إحدى الحمامات الأثرية بمدينة قورينا يرجع تاريخه إلى العصر الهلنستي , و هذا يوافق رأي العلماء القائل بأن الكهف كان نشطا في تلك الفترة التاريخية .
تظهر نقوش المحاريث على جوانب العمود , كما يميزه وجود نقش في الجانب الجنوبي لأحرف يونانية قديمة نقشت على ثلاثة أسطر بطريقة رأسية  و عند اخر السطر الأخير نقش صليب , و هذا النقش أسم لشخص سكن الكهف و الصليب يدل على أن ديانته كانت المسيحية.

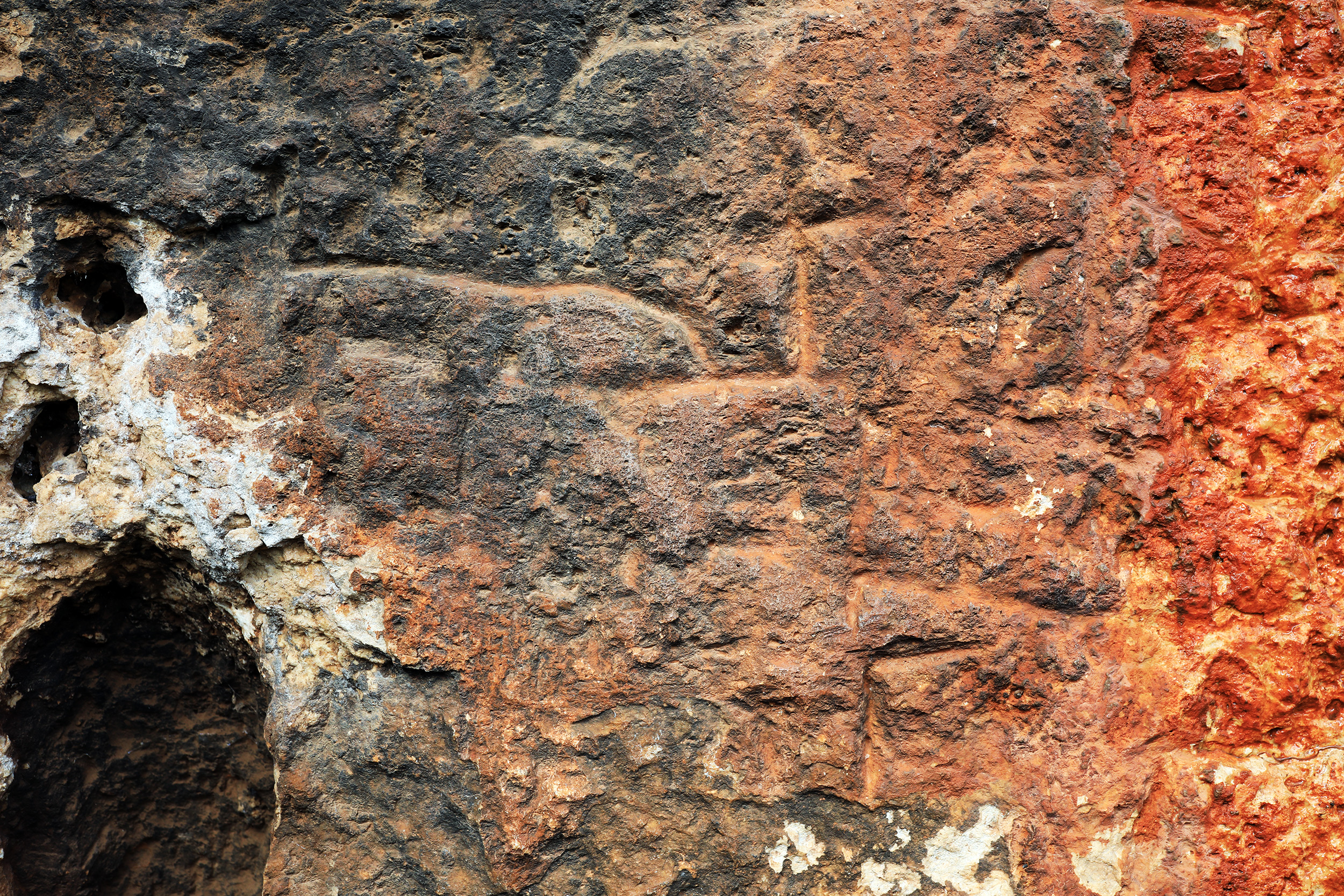
نقوش المحاريث على الجدران الخارجية لكهف الخزعلية

تنتشر نقوش المحاريث على بقية جدران الكهف و يتركز عدد كبير منها على جانبي الباب .
و من الواضح أن العبادة في كهف الخزعلية كانت خالصة لإحدى ألهات الزراعة اليونانية القديمة و تؤكد أن اهل وادي الصنب كانوا يشتغلون بالزراعة و مايتصل بها من أعمال كعصر الزيتون والعنب .
كهف الخزعلية عبارة عن معبد يشبه في تصميمه المعابد القورينية .
فالفجوتان على جانبي العمود الدوري تدلان على إنقسام العبادة وفقا لجنس الألهة , فتوضع في العادة الألهة الإناث في غرفة و الألهة الذكور في الغرفة الأخرى .
و مع إزدهار الوادي في العهد البيزنطي المسيحي أختفت تقريبا كل الديانات الوثنية , و هُجر المعبد و اتُخذ مسكنا و يبدو أن ساكن الكهف حاول تجديده و توسعته , و قام بمحاولة لخفض أرضيته بالصقل , ولكنه عدل عن العمل و هذا ما يُظهر أرضية الكهف على مستويات مختلفة .
توجد في الجهة الغربية أحواض صخرية تشبه الأماكن المخصصة للدفن
كتلك الموجودة في مقابر مدينة قورينا , إلا أن العلماء الذين درسوا الكهف مابين عامي ألف وتسعمائة و أثنان وسبعون و ألف و تسعمائة و أربع وسبعون أستبعدوا إتخاذ الكهف كمقبرة و لوجود فتحات دائرية صغيرة ببعضها ربما كانت هذه الأحواض تستخدم لتقديم الأضحيات  .
اعلى باب كهف الخزعلية توجد فتحة في السقف و هذه الفتحة دليل على أن الرومان أستغلوه كصهريج لحفظ المياه , ففي العصر الروماني الذي امتد من القرن الأول قبل الميلاد إلى بدايات القرن الرابع أهتموا بالزراعة و و أستغلوا أغلب كهوف الجبل الأخضر القريبة من المناطق الزراعية في حفظ المياه , حيث قاموا بسد أبوابها و فتح فتحات في السقف و شق ونحت قنوات اعلى الكهوف لتوجيه مياه السيول في موسم الأمطار إلى الفتحة .
خارج الكهف إعد فناء واسع عرضه ثلاثين مترا , و مايميز هذا الفناء وجود صف من الحجارة المصقولة بأشكل منتظمة تبرز معالم الصقل و النحت التي كانت تستخدم  في العهد الهلنستي .
هذا الجدار الذي يحيط بالفناء الخارجي أنشئ لدعم أرضية الفناء حتى لاتنهار مع الزمن أو بفعل الكوارث الطبيعية .
كهف الخزعلية كالكثير من أثار اودية الجبل الأخضر لم تحظى بدراسات واسعة و تنقيب و بحث , و لازالت هذه الأثار تحتفظ بأسرارها و تحتفظ بجزء كبير من تاريخ و ذاكرة ليبيا .